# Monty Roberts

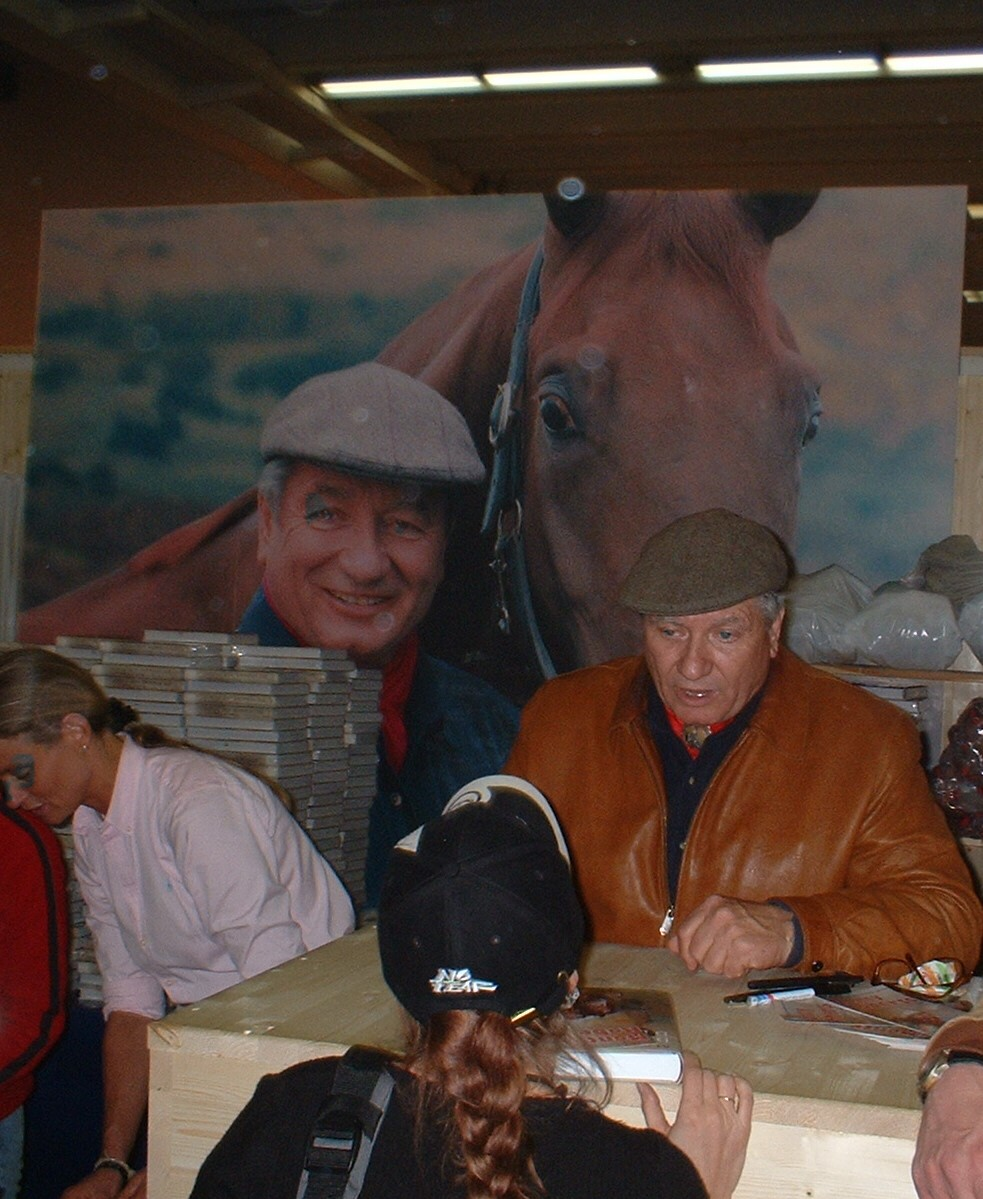
Monty Roberts (Essen, Alemanha, 2003)

Monty Roberts, pseudônimo de Marvin Earl Roberts, (Salinas, Califórnia, 14 de maio de 1935) é um treinador de cavalos e criador do método Doma Gentil para domesticação de cavalos. É o autor do bestseller O Homem que ouve cavalos, uma autobiografia, e Violência não é a resposta, onde descreve o método.
Monty Roberts nasceu em Salinas, Califórnia. Aprendeu a lidar com cavalos desde cedo porque seu pai era dono do rancho onde viviam e também era domador de cavalos. Entretanto, seu método de doma, surgiu exatamente da aversão que tinha aos métodos do pai, que usava violência e formas brutais de dominação do animal.
Seu amor pelos animais o fez observá-los em seu estado natural, soltos em suas manadas nas paisagens naturais do Estado da Califórnia. Por ser neto de uma índia cherokee, aprendeu a considerar o cavalo como um irmão e utilizou a forma indígena de observar as manadas de cavalos e sua organização social. Identificou a função secundária do garanhão, que se dedicava a cuidar de seus haréns e vigiar os predadores; enquanto que cabia à égua mais velha, a matriarca, a organização hierárquica social, a educação dos potros, bem como a decisão dos rumos da manada.
Depois de muitos anos aplicando e demonstrando seu método, denominado de Equus, nos Estados Unidos, foi convidado a dar palestras e demonstrações na Inglaterra, por ninguém menos que a própria Rainha Elizabeth II, outra amante de equinos, que tomou conhecimento do método gentil e não violento por um amigo inglês que havia conhecido o Sr. Roberts em uma viagem à Califórnia.
O Equus atingiu um estágio tão produtivo que permite a Monty Roberts e os aplicadores de seu método compreender vícios, manias e problemas psicológicos porventura apresentados pelos cavalos. Em vista disso, Sr. Roberts já foi chamado para identificar e tratar cavalos psicologica e emocionalmente problemáticos tanto na América quanto na Europa. E seus tratamentos surtem efeitos eficazes que ratificam a eficácia de seu trabalho. Assim como melhora a interação dos proprietários e tratadores com seus animais e a qualidade de vida destes, no exercício de suas funções.
O Equus tem como princípio empreender a comunicação entre o humano e o animal. E já demonstrou resultados também com outras espécies, como corças e outros grandes mamíferos corredores da América.[carece de fontes?]
Monty Roberts tem divulgado seu método Equus por todo o mundo, recebendo caravanas e grupos de amantes do cavalo em sua fazenda na Califórnia, e  repassando seus conhecimentos com o fim de melhorar a interação entre o homem e o cavalo, sem o uso de violência.